# Zoo Pilsen
De Zoo Pilsen (Tsjechisch: ZOO Plzeň, voluit: Zoologická a botanická zahrada města Plzně, letterlijk Zoölogische en botanische tuin van de stad Pilsen) is een dierentuin en tevens botanische tuin in de Tsjechische stad Pilsen. De dierentuin heeft een oppervlakte van 21 hectare. Het jaarlijkse bezoekersaantal ligt rond de 250.000.
In 1926 werd de dierentuin geopend in het Pilsener stadsdeel Doudlevce, onderdeel van het stadsdistrict Pilsen 3. Deze dierentuin lag net ten zuiden van het stadscentrum. In 1963 verhuisde de dierentuin naar het noordelijke stadsdistrict Pilsen 1 (Lochotín). De Zoologická zahrada města Plzně fuseerde met de botanische tuin in 1981, waardoor het de huidige naam kreeg. Tegenwoordig heeft het dierentuin de op een na grootste berenverblijf van Europa. Plzeň Zoo is elke dag open van 8:00 a.m. tot 7:00 p.m. uur.

## Indeling
Sinds 1996 is de dierentuin grotendeels biogeografisch ingedeeld:
- Afrotropisch gebied: een gebouw voor nachtdieren en kleine roofdieren, een gebouw voor dieren van Madagaskar, katachtigen, savanneverblijf, diverse vogels, dwergnijlpaarden en franjeapen
- Oriëntaals gebied: hoefdieren, diverse vogels en kleine zoogdieren
- Palearctisch gebied: onder meer wisenten, muskusossen, wolven, bruine beren, Siberische tijgers, inheemse vissen en vogels
- Nearctisch gebied: onder meer tule-wapiti's, sneeuwgeiten en Sonora-huis met roofvogels, knaagdieren, reptielen en geleedpotigen
- Neotropisch gebied: onder meer vicuña's, manenwolven, Humboldt-pinguïns en klauwapen
- Australaziatisch gebied: kangoeroes, nachtdieren en diverse vogels

## Collectie
De dierentuin van Pilsen staat bekend om zijn grootschalige dierencollectie. Het heeft na de dierentuinen in Berlijn de grootste collectie diersoorten in een Europese dierentuin. In Pilsen kan men voornamelijk een ruime collectie kleine zoogdieren, zangvogels en gekko's aantreffen. Het park heeft daarnaast enkele diersoorten die nergens anders ter wereld in een dierentuin terug te vinden zijn. Een voorbeeld hiervan is de Kaapse vos.
In 2014 bestond de collectie uit zo'n 1300 soorten.

## Fokprogramma's
Het park neemt deel aan meerdere internationale fokprogramma's en coördineert en beheert het EEP-stamboek voor de muismaki's en het ESB-stamboek voor de steppeklipdas.

## Fotogalerij

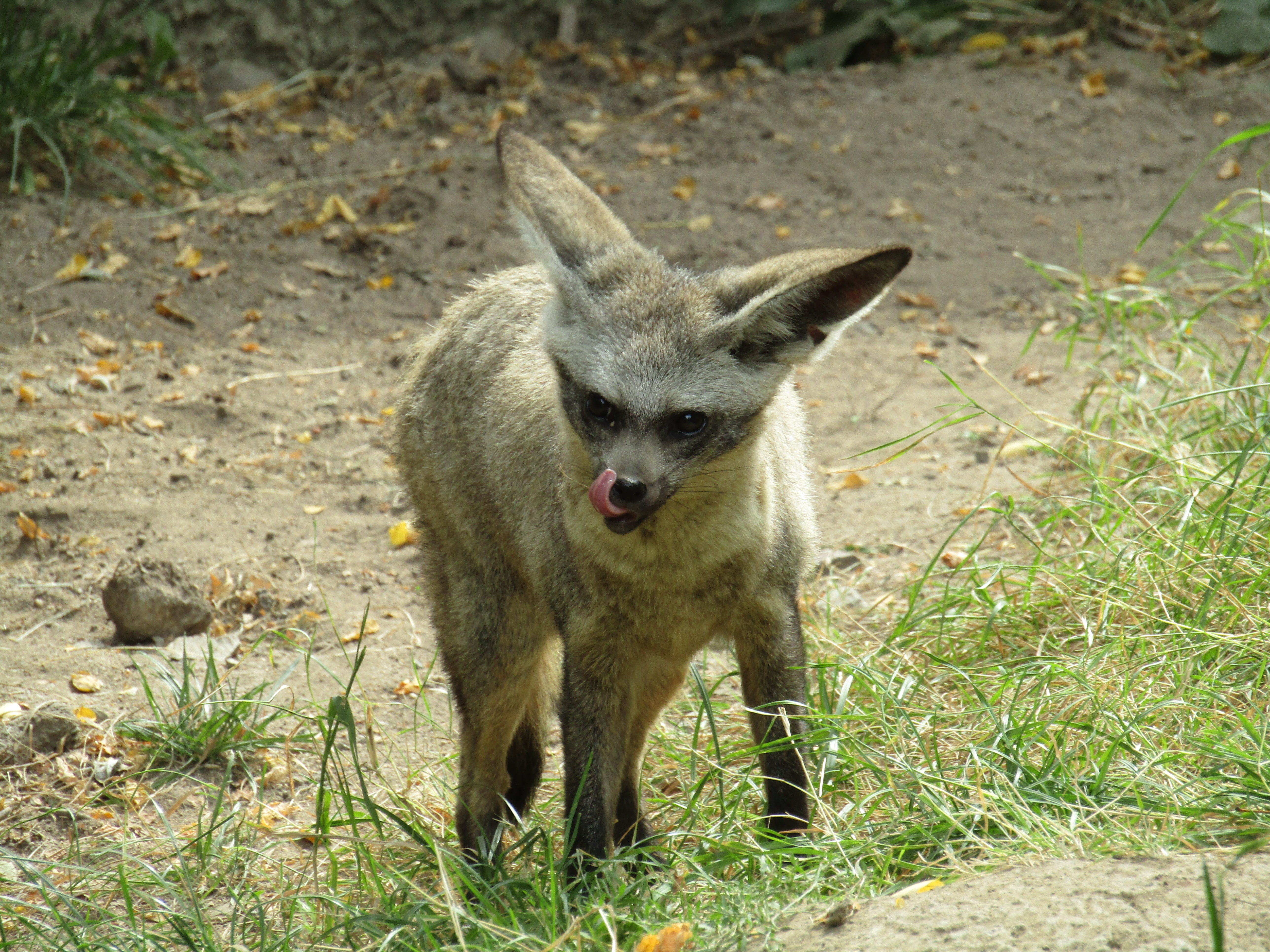
Oostelijke lepelhond
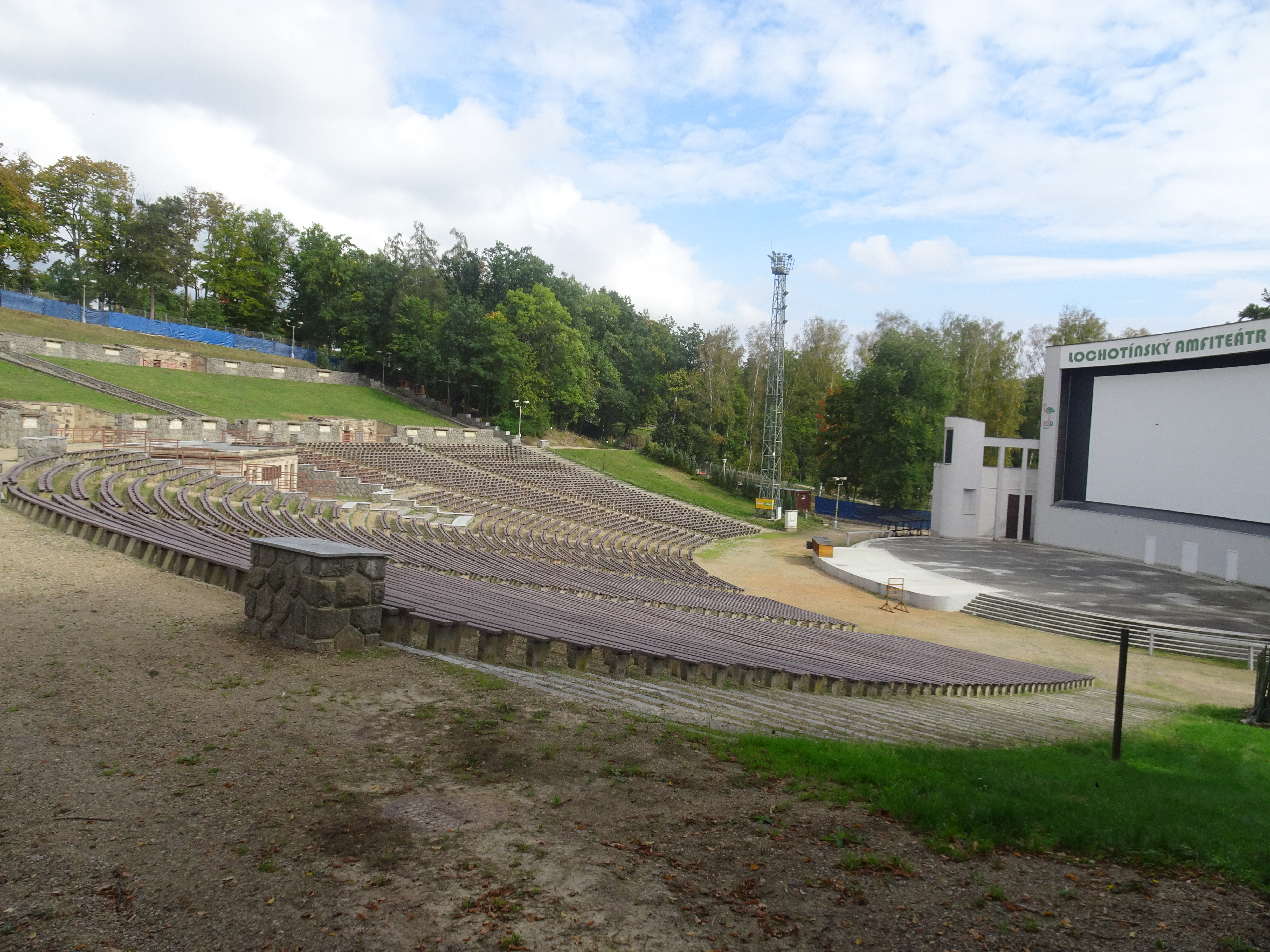
Het amfitheater
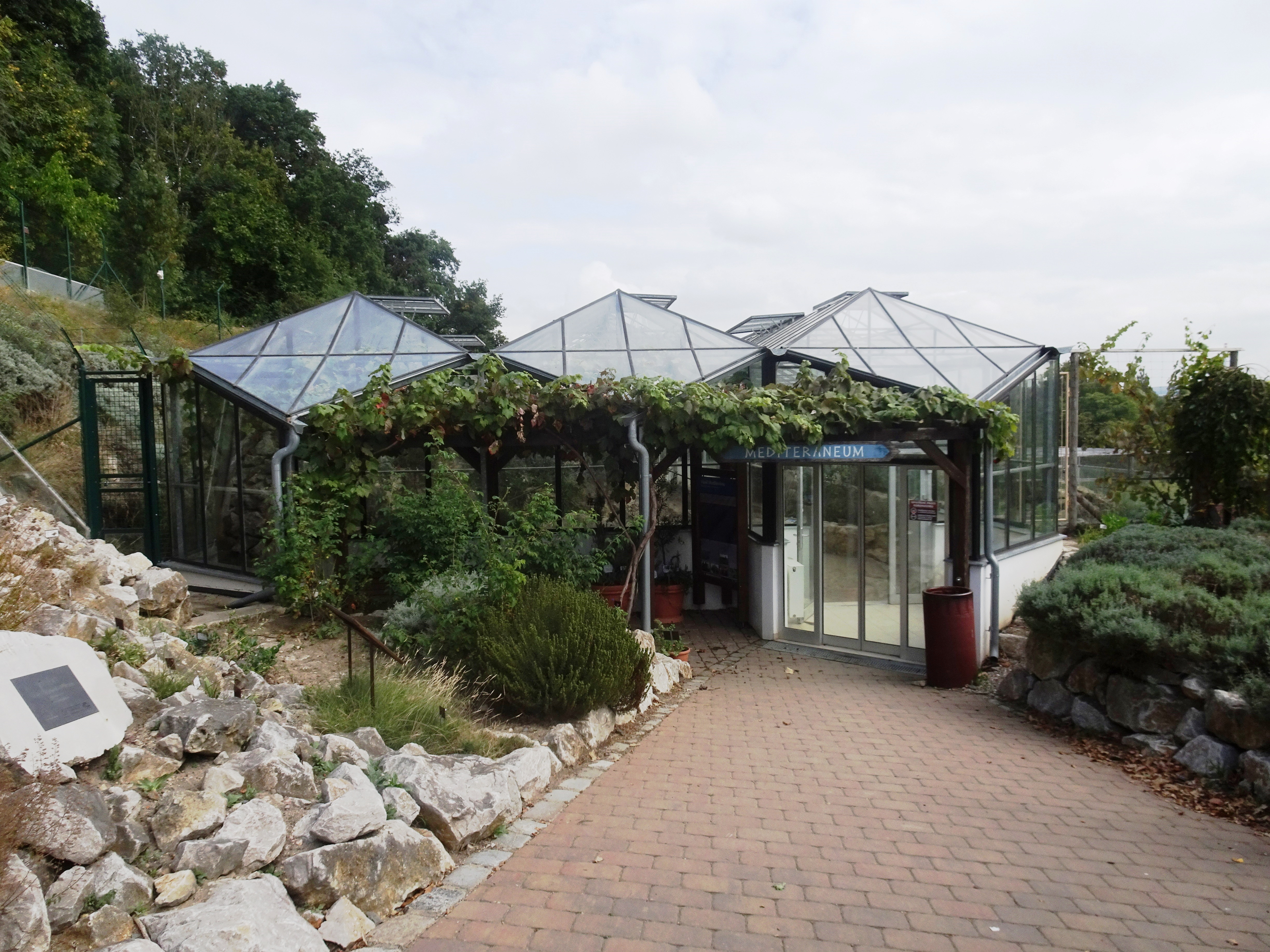
Een gebouw voor de kweek van Europese reptielen
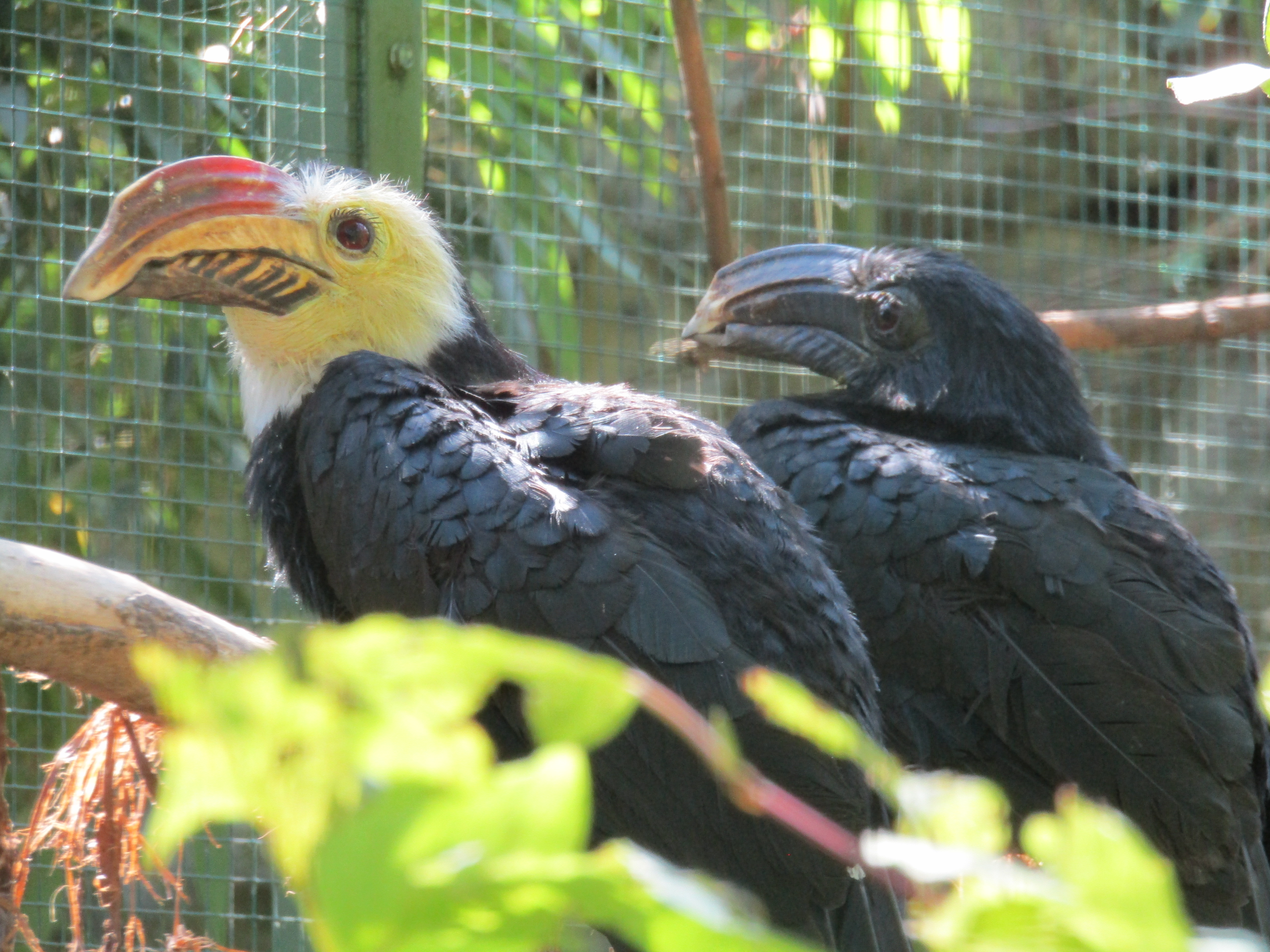
Temmincks neushoornvogel (Rhabdotorrhinus exarhatus sanfordi)
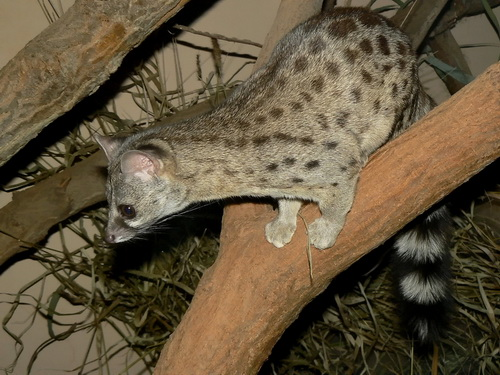
Haussagenet